# Yoga Journal
Yoga Journal ist ein im Mai 1975 von der California Yoga Teachers Association gegründete, US-amerikanische Medienunternehmen mit Sitz in San Francisco. Es veröffentlicht  die gleichnamige Zeitschrift, eine Website und DVDs über Yoga. Zudem werden vom Yoga Journal Tagungen zu den Themen Ernährung, Fitness, Wellness, Mode und Schönheit veranstaltet.
Als Mitte der 1990er Jahre der Bekanntheitsgrad von Yoga in den Vereinigten Staaten stieg, erreichte die Auflage der Zeitschrift 66.000 Exemplare. Im Herbst 1998 kaufte John Abbott, ein Investmentbanker und Yoga-Anhänger, die Zeitschrift. Im Januar 2000 wurde das Layout komplett verändert. Die Auflagezahl lag zu dieser Zeit zwischen 90.000 und 350.000 Exemplaren, gelesen wurde das Magazin im Jahr 2010 von über einer Million Lesern. Im September 2006 wurde Yoga Journal von Active Interest Media erworben, die auch die Vegetarian Times, das Black Belt Magazine und weitere veröffentlichen.

## Deutsche Ausgabe
Seit 2009 wird von Piranha Media eine deutsche Ausgabe des Magazins verlegt, die im zweimonatlichen Rhythmus erscheint. Herausgeber ist Alexander Lacher, Co-Herausgeber ist Michi Kern. Die erste Auflage erschien mit 52.000 Exemplaren im Mai 2009.

## Auszeichnungen
Yoga Journal gewann in Folge fünf Maggie-Preise der Western Publications Association als „bestes Gesundheits- und Fitnessmagazin“, 2007 erhielt es die Spitzenauszeichnung als „beste allumfassende Kundenveröffentlichung“. Das Forbes Magazine bezeichnete die Website des Yoga Journals als die „weitreichendste und beeindruckendste Yoga-Website“.